# Sots de la Rua
Els Sots de la Rua és una vall molt marcada del terme municipal d'Abella de la Conca, a la comarca del Pallars Jussà, dins del territori del poble de la Rua.
Són sota les cingleres damunt de les quals es troba el poble, al sud-est de la Rua.

## Etimologia
Es tracta d'un topònim romànic modern, de caràcter descriptiu: es tracta dels sots situats sota el poble de la Rua. La profunditat del lloc fa que se l'anomeni sots en lloc de clots, com en altres llocs del terme.